# Бауэр, Вольфганг (драматург)
Вольфганг Бауэр (18 марта 1941 — 26 августа 2005) — австрийский писатель и драматург.
Родился в Граце, Штирия. Изучал театроведение и романские языки в Граце и Вене. Был представителем литературного авангарда, находился под сильным влиянием театра абсурда и экзистенциальной драмы. Писать пьесы начал в 1961 году, его первые одноактные пьесы были поставлены в 1962 году. Международную известность получил после постановки его пьесы Magic Afternoon в 1967 году. Не меньший успех критики снискали и многие другие его сюрреалистичные пьесы, в особенности Change (1963) и Gespenster (1973). Почти все его произведения сразу же переводились на английский язык и с конца 1970-х годов пользовались намного большей известностью и популярностью в англоязычных странах, нежели в Германии и Австрии.
В Австрии же в заголовки газет чаще попадали подробности частной жизни Бауэра, нежели его пьесы, поскольку он был печально известен как пьяница, дебошир и заядлый курильщик. В 1992 — 2001 годах он преподавал в Венской школе поэзии, в начале 1990-х годов по финансовым соображениям начал писать публицистические статьи. Умер в 2005 году от сердечного заболевания. Несмотря на неоднозначное отношение к его творчеству при жизни, ныне о нём и его пьесах пишутся полноценные научные исследования.